# أوغي شميت
أوغي شميت (بالإنجليزية: Augie Schmidt) هو مدرب رياضي أمريكي، ولد في 28 يونيو 1961 في كينوشا في الولايات المتحدة.

## وصلات خارجية
- أوغي شميت على موقعبيزبول رفرنس.كوم (الدوري الثانوي) (الإنجليزية)